# Motorfordon

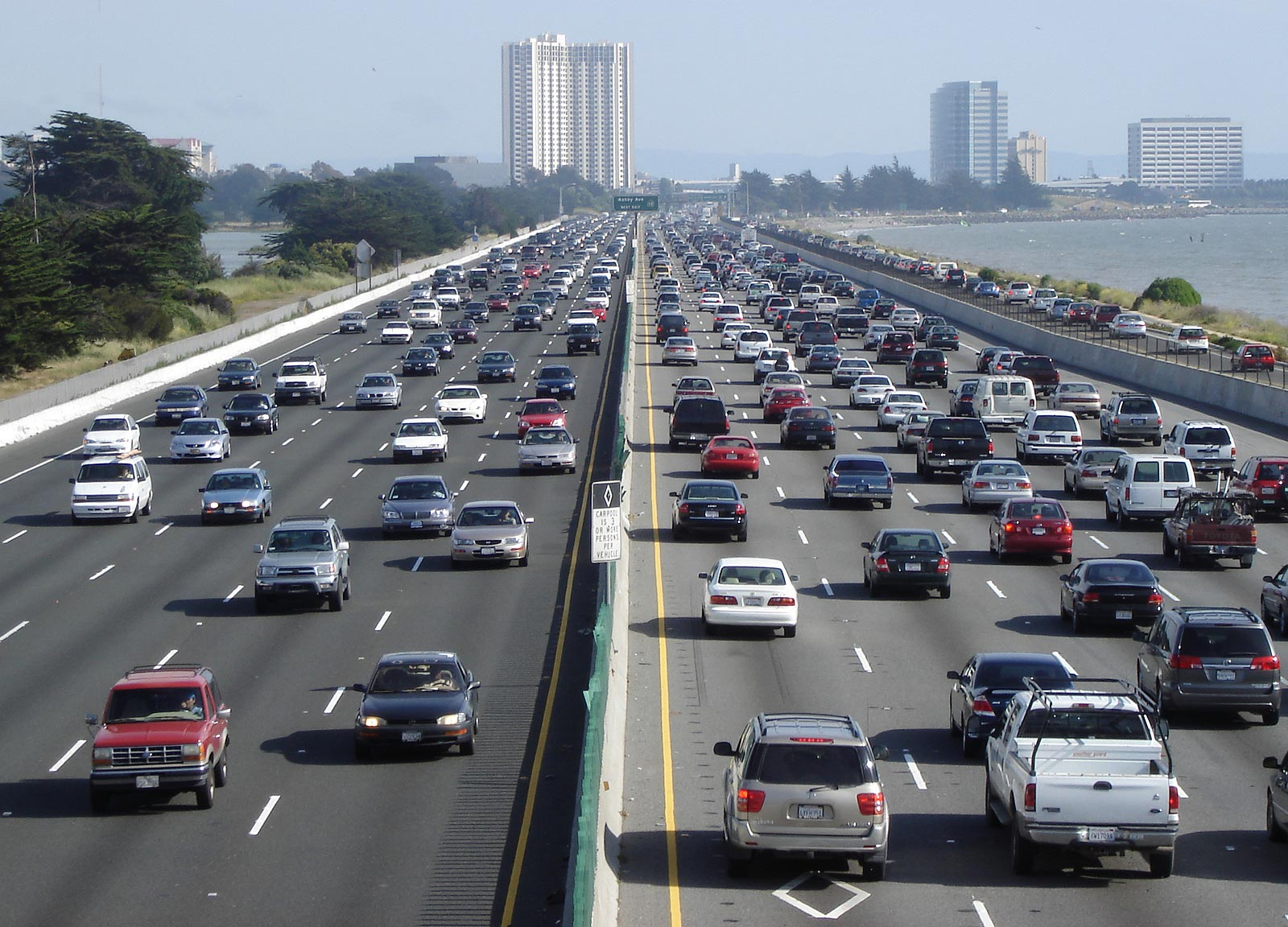
En motorväg med bilar i USA

Motorfordon är ett motordrivet fordon avsett för person- eller godsbefordran på väg. Enligt Lag (2001:559) om vägtrafikdefinitioner finns det tre typer av motorfordon, vilka är bil, motorcykel och moped. Fordonslagen (2002:574) undantar dock fordon som ägs av staten och som används för särskilda militära ändamål. 
Motorfordon skiljer sig från övriga typer av motordrivna fordon, som är traktor, motorredskap och terrängmotorfordon.
Olika sorters motorfordon:
- Bil
- Buss
- Husbil
- Motorcykel
- Moped
- Mopedbil
- Lastbil